# Louise Cruppi

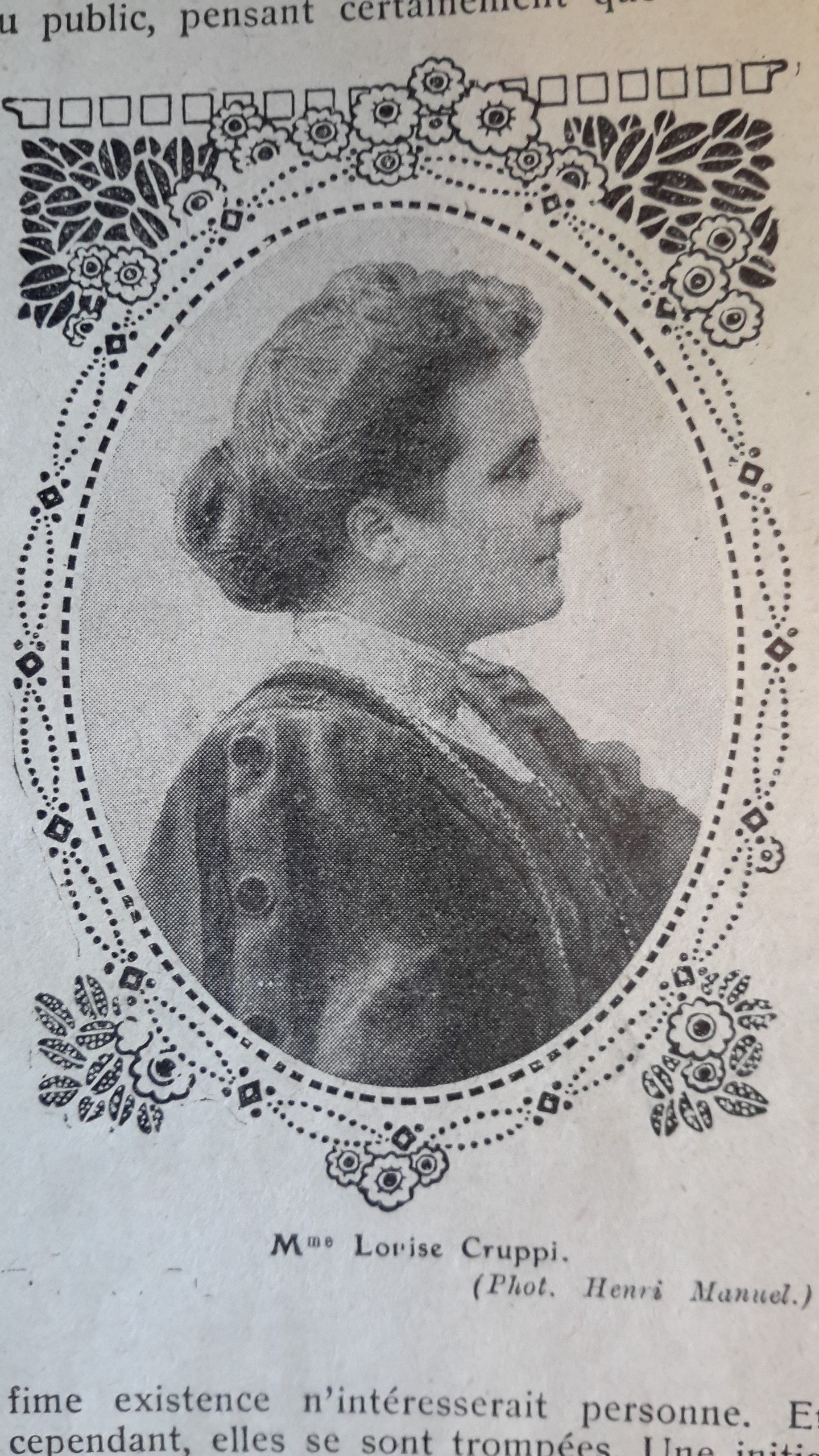
Louise Cruppi (1914)

Louise Cruppi, auch bekannt unter ihrem Pseudonym Louise Dartigues (geboren als Amélie Mathilde Louise Crémieux am 4. März 1862 in Le Havre; gestorben am 26. Januar 1925 in Paris), war eine französische Schriftstellerin und Feministin. Sie war Ehefrau des Politikers Jean Cruppi (1855–1933), Mitglied der Jury des Prix Fémina und förderte den Komponisten Maurice Ravel. Sie gehört außerdem zu den Gründerinnen des PEN International.

## Leben
Louise Cruppi war die Enkelin des jüdischen Justizministers Adolphe Crémieux (1796–1880). Im Jahr 1882 heiratete sie Jean Cruppi. Sie schrieb für die Revue Bleue sowie La grande revue und führte einen literarischen Salon. Zu ihren vielfältigen sozialen Aktivitäten gehörte die Mitgliedschaft im Conseil national des femmes françaises (Nationaler Rat der französischen Frauen). In diesem gründete Cruppi 1909 die Abteilung für Wissenschaften, Künste und Literatur und übernahm bis 1922 die Leitung.
Cruppi hatte eine musikalische Ausbildung und war mit dem Komponisten Maurice Ravel befreundet. Mit dem Schriftsteller Romain Rolland wechselte sie zwischen 1905 und ihrem Tod 1925 über 1000 Briefe. Sein Nachlass führt 551 Briefe von ihr in den Jahren 1905–1925 auf.

„Dieser Tage starb in Paris Madame Louise Cruppi-Crémiex, die Enkelin des französischen Staatsmannes Crémieux und Frau des früheren Ministers des Äußern, Jean Cruppi. Sie veröffentlichte verschiedene literarische Werke und war eine der mutigsten Vertreterinnen des Kampfes um das Wahlrecht der Frauen. Nicht minder energisch hat sie sich beteiligt an der Organisierung von sozialen Einrichtungen und öffentlicher Bibliotheken, namentlich für Kinder. Sie war eine überzeugte Pazifistin. Mit Romain Rolland und dem englischen Dichter Galsworthy gründete sie vor drei Jahren den Internationalen Schriftsteller-Klub.“

## Werke
Romane
- Avant l'heure. 1905.
- La Famille Sanarens. En Languedoc. 1921

Theaterstück
- Répudiée – In drei Akten. Als Louise Dartigues, 1908.[1]

Essay
- Les Femmes écrivains aujourd'hui. 1. Teil: En Suède. Fayard, Paris 1912.
- Comment les Anglaises ont conquis le vote.